# Sauviac, Gers
Sauviac är en kommun i departementet Gers i regionen Occitanien i sydvästra Frankrike. Kommunen ligger i kantonen Mirande som tillhör arrondissementet Mirande. År 2022 hade Sauviac 105 invånare.

## Befolkningsutveckling
Antalet invånare i kommunen Sauviac
Referens:INSEE